# Brudna forsa
Brudna forsa (ang. Dirty Money) – amerykański serial dokumentalny opowiadający o oszustwach finansowych, takich jak korupcja, oszustwa związane z papierami wartościowymi czy kreatywna księgowość.
Tematami poszczególnych odcinków są m.in. afera Volkswagena, kradzież kanadyjskich rezerw syropu klonowego, pranie pieniędzy przez bank HSBC czy kontrowersje związane z takimi postaciami jak Donald Trump, Jared Kushner, Najib Tun Razak czy Scott Tucker.
Premiera pierwszego sezonu odbyła się 26 stycznia 2018 roku, a drugiego 11 marca 2020 roku. Oba sezony zostały wyemitowane przez serwis Netflix.

## Odbiór
W serwisie Rotten Tomatoes 100% z 13 recenzji sezonu pierwszego jest pozytywne a średnia ocen wyniosła 7,92/10. Na portalu Metacritic średnia ocen z 6 recenzji sezonu pierwszego wyniosła 80 punktów na 100.